# Copiula major
Copiula major é uma espécie de anfíbio da família Microhylidae.
Pode ser encontrada nos seguintes países: Indonésia (Nova Guiné Ocidental) e possivelmente em Papua-Nova Guiné.
Os seus habitats naturais são: florestas subtropicais ou tropicais húmidas de baixa altitude.
Está ameaçada por perda de habitat.